# Prostějov hlavní nádraží
Prostějov hlavní nádraží – główna stacja kolejowa w Prościejowie, w kraju ołomunieckim, w Czechach. Jest ważnym węzłem kolejowym. Znajduje się na wysokości 220 m n.p.m.
Jest obsługiwana i zarządzana przez České dráhy. Na stacji znajdują się kasy biletowe, na których istnieje możliwość zakupu biletów na wszystkie pociągi w tym międzynarodowe oraz rezerwacji miejsc.

## Linie kolejowe
- 271 Prostějov - Konice - Dzbel - Chornice
- 273 Červenka - Senice na Hané - Prostějov
- 301 Nezamyslice - Olomouc